# Rupornis magnirostris
El gavilán pollero (Rupornis magnirostris), también conocido como aguilucho de ala rojiza, gavilán caminero, taguato común o Pupa; y también como aguililla caminera, busardo caminero, gavilán chapulinero, chuubi o guío,  es una especie de ave accipitriforme de la familia Accipitridae (milanos, aguilillas, gavilanes y águilas,). Es a veces colocado en el género Buteo en vez de Rupornis. Es autóctona de la Región Neotropical, encontrándose desde el sur de México hasta Uruguay. Mide aproximadamente 35 cm y pesa alrededor de 295 g. Se alimenta de insectos, pequeños mamíferos y pequeños reptiles. Habita en sabanas, montes y bosques.
En México se le ha observado en 21 estados: Sinaloa, Nuevo León, Tamaulipas, Nayarit, San Luis Potosí, Jalisco, Colima, Michoacán, Querétaro, Hidalgo, Estado de México, Ciudad de México, Puebla, Veracruz, Guerrero, Oaxaca, Chiapas, Tabasco, Campeche, Quintana Roo y Yucatán. La NOM-059-SEMARNAT-2010 no considera a esta aguililla en sus listas de especies en riesgo; la UICN 2019-1 la considera como de Preocupación menor.

## Subespecies
Se conocen 12 subespecies de Buteo magnirostris :
| Subespecie         | Región                                                                              |
| ------------------ | ----------------------------------------------------------------------------------- |
| R. m. griseocauda  | de México al noroeste de Costa Rica y oeste de Panamá                               |
| R. m. conspectus   | del sudeste de México (Tabasco y península de Yucatán ) al norte de Belice          |
| R. m. sinushonduri | islas Bonacca y Roatán (Honduras)                                                   |
| R. m. gracilis     | islas Cozumel y Holbox (frente a la península de Yucatán                            |
| R. m. petulans     | sudoeste de Costa Rica, oeste de Panamá e islas adyacentes                          |
| R. m. alius        | archipiélago de las Perlas (San José y San Miguel) en el golfo de Panamá            |
| R. m. magnirostris | de Colombia y oeste de Ecuador a las Guayanas Brasil amazónico                      |
| R. m. occiduus     | oeste de Amazonia brasileña, este del Perú y norte de Bolivia                       |
| R. m. nattereri    | noreste de Brasil (al sur hasta Bahía)                                              |
| R. m. saturatus    | del sudoeste de Brasil hasta Paraguay, Bolivia y oeste de Argentina                 |
| R. m. pucherani    | Uruguay y noreste de Argentina (al sur hasta la provincia de Buenos Aires)          |
| R. m. magniplumis  | del sur de Brasil al noreste de Argentina (Misiones) y zonas adyacentes de Paraguay |